# Vidauban
Vidauban ist eine französische Gemeinde mit 12.712 Einwohnern (Stand 1. Januar 2022) im Département Var in der Region Provence-Alpes-Côte d’Azur. Sie gehört zum Arrondissement Draguignan und ist Mitglied im Gemeindeverband Dracénie Provence Verdon Agglomération. Die Bewohner werden Vidaubanais und Vidaubanaises genannt.
Die Gemeinde erhielt 2023 die Auszeichnung „Zwei Blumen“, die vom Conseil national des villes et villages fleuris (CNVVF) im Rahmen des jährlichen Wettbewerbs der blumengeschmückten Städte und Dörfer verliehen wird.

## Geografie
Vidauban liegt in der Provence etwa 13 Kilometer südsüdwestlich von Draguignan am Ufer des Argens und seines Nebenflusses Aille.
Umgeben wird Vidauban von den acht Nachbargemeinden:
| Lorgues              | Taradeau, Les Arcs                          | Le Muy             |
| Le Cannet-des-Maures | Kompassrose, die auf Nachbargemeinden zeigt | Sainte-Maxime      |
|                      | La Garde-Freinet                            | Le Plan-de-la-Tour |

## Bevölkerungsentwicklung
| Vidauban: Einwohnerzahlen von 1793 bis 2016                                                                                | Vidauban: Einwohnerzahlen von 1793 bis 2016 | Vidauban: Einwohnerzahlen von 1793 bis 2016 | Vidauban: Einwohnerzahlen von 1793 bis 2016 | Vidauban: Einwohnerzahlen von 1793 bis 2016 |
| --- | ------------------------------------------- | ------------------------------------------- | ------------------------------------------- | ------------------------------------------- |
| Jahr |                                             |                                             |                                             | Einwohner                                   |
| 1793 | 1793                                        |                                             | 1.320                                       | 1.320                                       |
| 1800 | 1800                                        |                                             | 1.485                                       | 1.485                                       |
| 1806 | 1806                                        |                                             | 1.388                                       | 1.388                                       |
| 1821 | 1821                                        |                                             | 1.476                                       | 1.476                                       |
| 1831 | 1831                                        |                                             | 2.006                                       | 2.006                                       |
| 1836 | 1836                                        |                                             | 1.942                                       | 1.942                                       |
| 1841 | 1841                                        |                                             | 2.088                                       | 2.088                                       |
| 1846 | 1846                                        |                                             | 2.203                                       | 2.203                                       |
| 1851 | 1851                                        |                                             | 2.150                                       | 2.150                                       |
| 1856 | 1856                                        |                                             | 2.296                                       | 2.296                                       |
| 1861 | 1861                                        |                                             | 2.576                                       | 2.576                                       |
| 1866 | 1866                                        |                                             | 2.706                                       | 2.706                                       |
| 1872 | 1872                                        |                                             | 2.880                                       | 2.880                                       |
| 1876 | 1876                                        |                                             | 3.132                                       | 3.132                                       |
| 1881 | 1881                                        |                                             | 2.948                                       | 2.948                                       |
| 1886 | 1886                                        |                                             | 3.003                                       | 3.003                                       |
| 1891 | 1891                                        |                                             | 2.736                                       | 2.736                                       |
| 1896 | 1896                                        |                                             | 2.629                                       | 2.629                                       |
| 1901 | 1901                                        |                                             | 2.650                                       | 2.650                                       |
| 1906 | 1906                                        |                                             | 2.695                                       | 2.695                                       |
| 1911 | 1911                                        |                                             | 3.014                                       | 3.014                                       |
| 1921 | 1921                                        |                                             | 2.752                                       | 2.752                                       |
| 1926 | 1926                                        |                                             | 3.016                                       | 3.016                                       |
| 1931 | 1931                                        |                                             | 3.196                                       | 3.196                                       |
| 1936 | 1936                                        |                                             | 3.062                                       | 3.062                                       |
| 1946 | 1946                                        |                                             | 2.658                                       | 2.658                                       |
| 1954 | 1954                                        |                                             | 2.583                                       | 2.583                                       |
| 1962 | 1962                                        |                                             | 2.611                                       | 2.611                                       |
| 1968 | 1968                                        |                                             | 2.757                                       | 2.757                                       |
| 1975 | 1975                                        |                                             | 2.930                                       | 2.930                                       |
| 1982 | 1982                                        |                                             | 3.805                                       | 3.805                                       |
| 1990 | 1990                                        |                                             | 5.460                                       | 5.460                                       |
| 1999 | 1999                                        |                                             | 7.311                                       | 7.311                                       |
| 2006 | 2006                                        |                                             | 9.331                                       | 9.331                                       |
| 2011 | 2011                                        |                                             | 10.608                                      | 10.608                                      |
| 2016 | 2016                                        |                                             | 11.545                                      | 11.545                                      |
| Quelle(n): EHESS/Cassini bis 1999, INSEE ab 2006 Anmerkung(en): Ab 1962 offizielle Zahlen ohne Einwohner mit Zweitwohnsitz |                                             |                                             |                                             |                                             |

Seit Anfang der 1980er Jahre konnte Vidauban ein starkes Bevölkerungswachstum verzeichnen. Innerhalb von 20 Jahren stieg die Einwohnerzahl auf mehr als das Dreifache an.

## Sehenswürdigkeiten

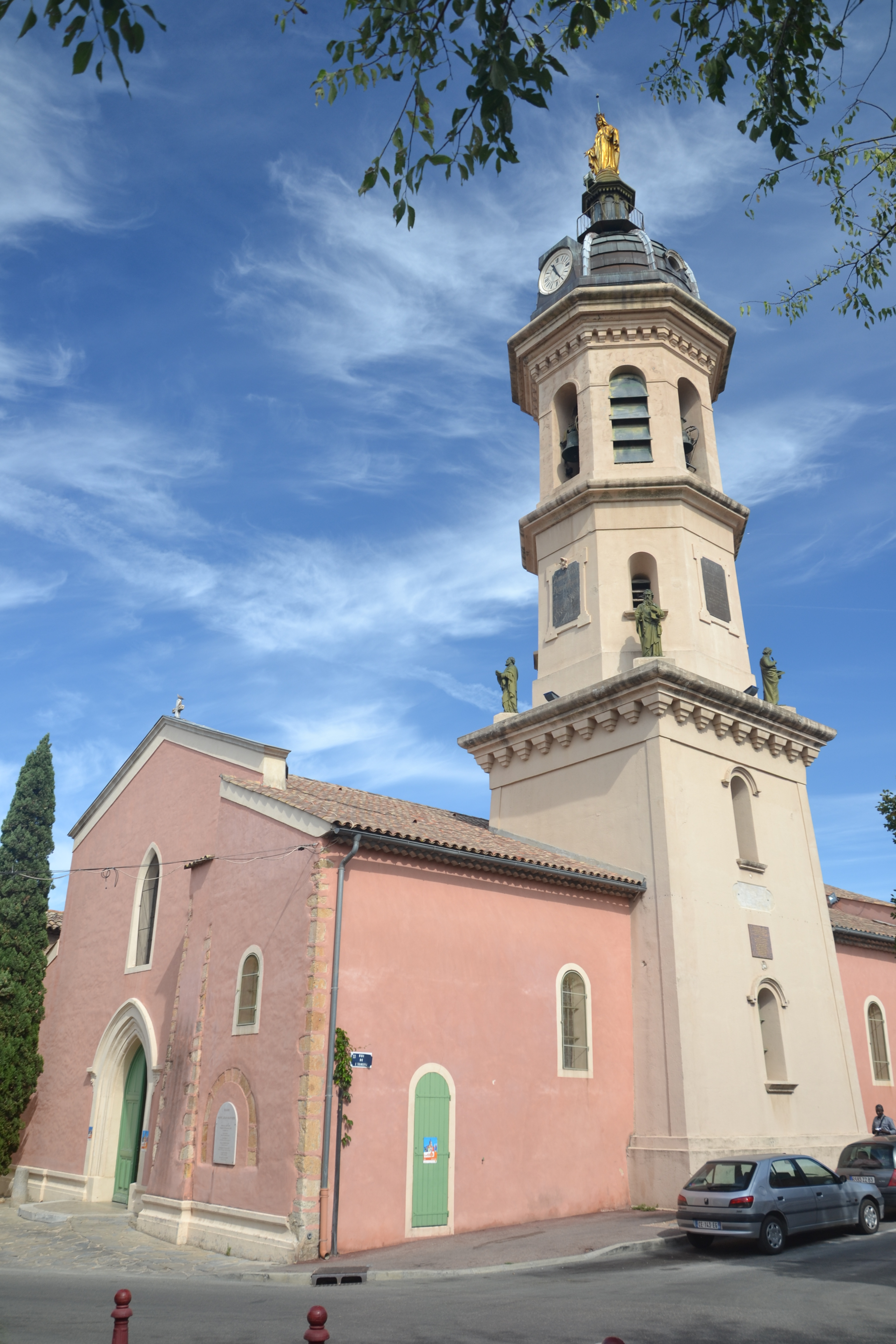
Kirche Saint-Jean-Baptiste

- Das Landgut der Schlösser von Astros besteht aus kultiviertem Gelände, auf dem zwei Schlösser errichtet sind: eine Bastide aus dem 17. Jahrhundert, das sogenannte alte Schloss, und das Schloss aus dem 19. Jahrhundert, das neue Schloss. Nordöstlich der Bastide befindet sich die Kapelle Saint-Lambert, in deren Nähe eine wundersame Quelle entsprang, die Hautkrankheiten heilen soll und seit mindestens dem 16. Jahrhundert verehrt wird. Der Ursprung dieses Komplexes ist eine Bastide aus dem Jahr 1237, die im Besitz der Templer und dann der Hospitaliter von Saint-Jean-de-Jérusalem war, die sie 1631 in eine Kommende umbauten. Das alte Schloss und sein Taubenschlag wurden zwischen 1637 und 1638 erbaut. Das Landgut ist seit 2009 als Monument historique eingeschrieben.
- Der Bau der Pfarrkirche Saint-Jean-Baptiste begann zu Beginn des 16. Jahrhunderts. 1827 wurde eine Sakristei hinzugefügt, 1830 erfolgte einer Erweiterung und Bau einer Seitenkapelle, 1892 und wahrscheinlich 1898 der Bau des Glockenturms.
- Die Kapelle Sainte-Anne, die Kapelle Saint-Pons und die Kapelle Sainte-Brigitte datieren vermutlich aus dem 17. Jahrhundert.
- Der Brunnen du Lion an der Place de la République wurde 1863 errichtet.

## Persönlichkeiten
Der französische Historiker Henri Michel (1907–1986) wurde in Vidauban geboren. Die Grundschule des Ortes trägt seinen Namen.

## Verkehr
Mit dem Transport express régional (TER) ist Toulon in 50 Minuten zu erreichen, Marseille und Nizza in 90 Minuten.